# Kalawao County

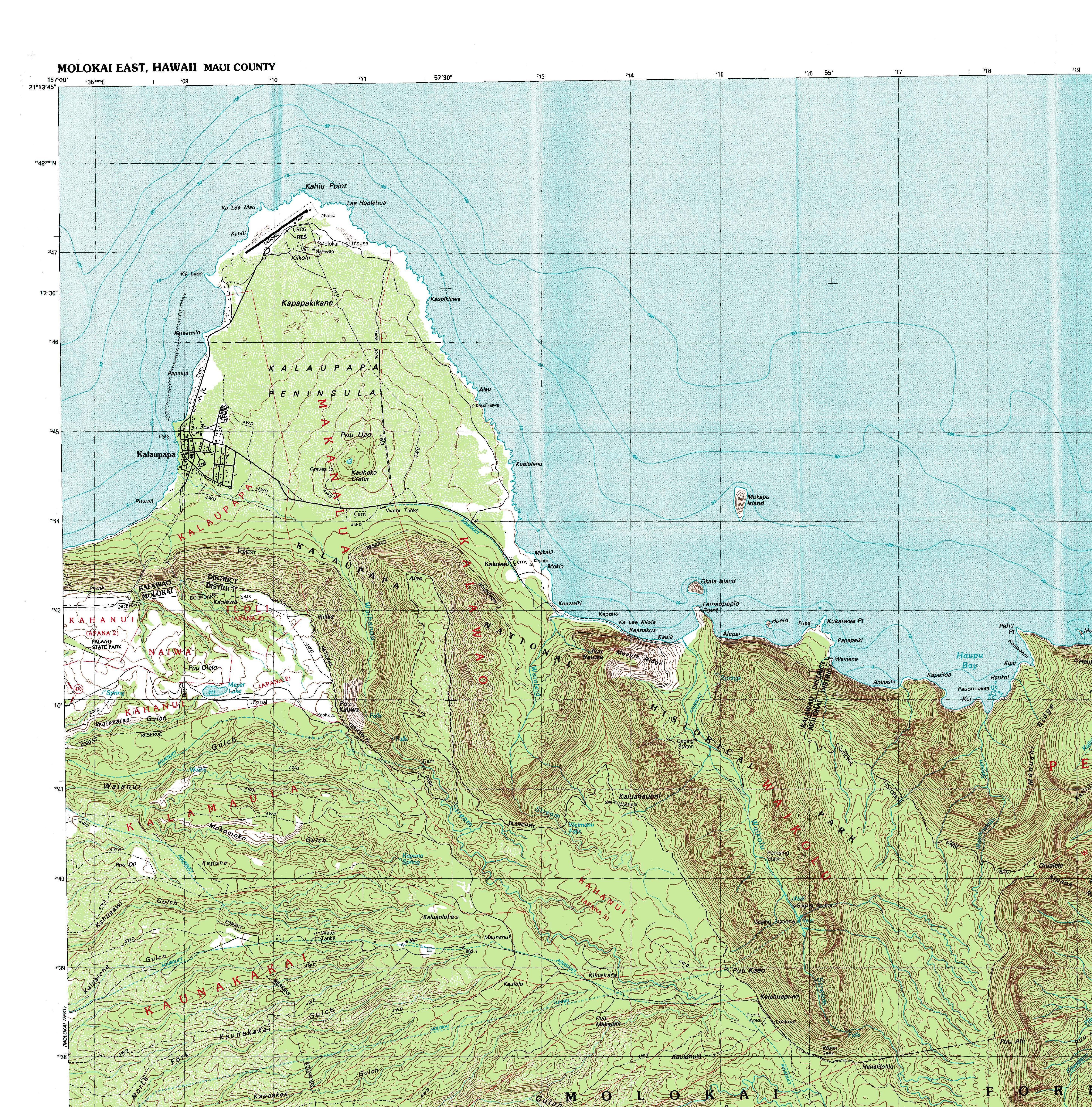
Kartenausschnitt mit Kalawao District

Das Kalawao County ist das kleinste der fünf Countys des Bundesstaates Hawaii und das zweitkleinste County der Vereinigten Staaten von Amerika.

## Geographie
Kalawao County umfasst die Kalaupapa-Halbinsel auf Molokaʻi, zwei östlich angrenzende Täler (Waiʻaleʻia und Waikolu), sowie einen Streifen Steilküste westlich der Halbinsel. Es hat 90 Einwohner (Stand: Volkszählung 2010) auf einer Landfläche von 34,2 Quadratkilometern.
Zum Kalawao County gehören die drei Orte Kalaupapa (an der Westküste der Halbinsel), Kalawao (an der Ostküste der Halbinsel) und das heute unbewohnte Waikolu (im gleichnamigen Tal im Südosten).
Traditionell wurde das Gebiet des heutigen Kalawao County in vier ahupuaʻa gegliedert. Die ahupuaʻa sind nachstehend wiedergegeben, mit Reihenfolge von West nach Ost, und Original-Flächenangaben in Quadratmeilen.:
| Nr. | Ahupuaʻa       | Fläche mi² | Fläche km² | Bevölkerung 2001 |
| --- | -------------- | ---------- | ---------- | ---------------- |
| 1   | Kalaupapa      | 2,079      | 5,385      | 122              |
| 2   | Makanalua      | 3,229      | 8,363      | 8                |
| 3   | Kalawao        | 3,294      | 8,531      | 9                |
| 4   | Waikolu        | 5,544      | 14,359     | 0                |
|     | Kalawao County | 14,146     | 36,638     | 139              |

Kalaupapa ahupuaʻa mit der gleichnamigen Hauptsiedlung des County und dem Kamalo Harbor liegt an der Westseite (Lee-Seite) der Kalaupapa-Halbinsel und umfasst noch einen Abschnitt der Steilküste Molokaʻis westlich davon, an der Awahua-Bucht.
Makanalua ahupuaʻa umfasst einen Landstreifen im Zentrum der Halbinsel bis zu ihrer Nordspitze, Kahiu Point, und erstreckt sich nach Süden in das Waihanau-Tal. Der Kalaupapa Airport und der Molokaʻi Lighthouse liegen im Norden auf seinem Gebiet, und der erloschene Kauhakō Crater im Zentrum. Im Krater liegt der kleine aber tiefe Kauhakō Crater Pond.
Kalawao ahupuaʻa liegt an der Ostseite (Luv-Seite) der Kalaupapa-Halbinsel und umfasst auch das Waiʻaleʻia-Tal südöstlich davon.
Noch weiter südöstlich liegt das heute praktisch unbewohnte Waikolu ahupuaʻa im gleichnamigen Tal. Der Küste vorgelagert sind die steil aus dem Wasser ragenden kleinen Felseninseln Huelo, Okala und Mōkapu.
Aufgrund der geringen Größe des Kalawao County wird es auf vielen Karten nicht als separates County dargestellt. Es hat auch keinen County-Sitz, sondern wird von einem gewählten Sheriff „regiert“, der im Ort Kalaupapa residiert. Dennoch ist Kalawao County bevölkerungsmäßig nicht das kleinste County der Vereinigten Staaten. Das texanische Loving County hat noch weniger Einwohner. Kalawao County verliert jedoch Bevölkerung.
Die Bevölkerungspyramide zum Stand der Volkszählung 2000 zeigt die Ursache für die abnehmende Bevölkerung: Fehlende Besetzung der unteren Altersklassen. Zuzüge neuer Bewohner sind nicht gestattet.

## Bevölkerung
Die nebenstehende Zusammenstellung der Volkszählungsergebnisse seit 1900 gibt Aufschluss über die Bevölkerungsabnahme:
|  |  |

## Geschichte
Das Gebiet war seit 900 Jahren bewohnt. Die Originalbevölkerung wurde 1865 im Osten und 1895 auch im Westen (Fischerdorf Kalaupapa) zwangsweise von der Regierung des Königreichs Hawaiʻi ausgesiedelt, um in dem abgeschiedenen und schwer zugänglichen Gebiet eine Lepra-Kolonie einzurichten, die von 1866 bis 1969 bestand. Während dieser Zeit wurden fast 8000 Leprapatienten zwangsweise nach Kalawao geschickt, um die Krankheit unter Kontrolle zu halten. Ab 1969 konnte Lepra behandelt werden. Von 1873 bis zu seinem Tod 1889 wirkte Damian de Veuster in der Kolonie. Noch heute leben ehemalige Lepra-Patienten im County. Die übrigen Bewohner sind Angestellte des Hawaiʻi Department of Health, das für die Verwaltung zuständig ist, Angestellte des 1980 eingerichteten Kalaupapa National Historical Park, sowie einige Geistliche.
1909 wurde das heutige County als eigener Distrikt vom restlichen (Distrikt) Molokaʻi abgegrenzt. In früheren Dokumenten zählten die ahupuaʻa Kalaupapa, Makanalua und Kalawao zum moku (Distrikt) Palaau, während das im östlichen Tal gelegene Waikolu ein Teil des moku Halawa war.
Während der COVID-19-Pandemie in den Vereinigten Staaten war Kalawao County das letzte County in den Bundesstaaten, der eine COVID-19-Erkrankung meldete. Das County registrierte im Dezember 2020 den ersten Fall.

## Bildergalerie

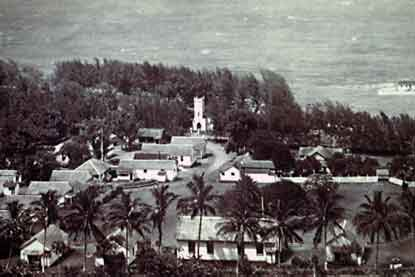
Älteres Foto des Hauptortes Kalaupapa
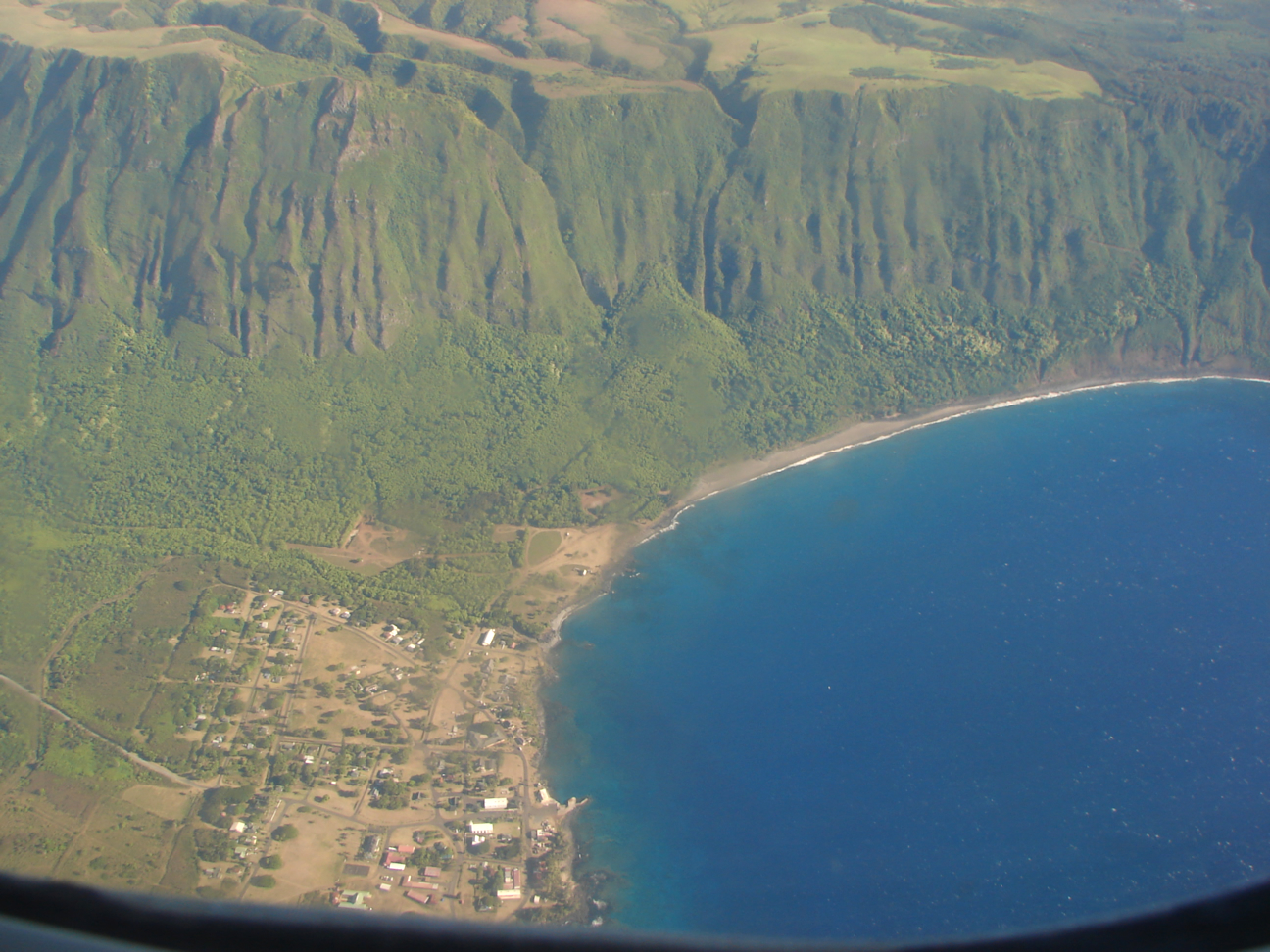
Schrägluftbild von Kalaupapa mit den Steilklippen im Westen, die eine natürliche Grenze des County bilden
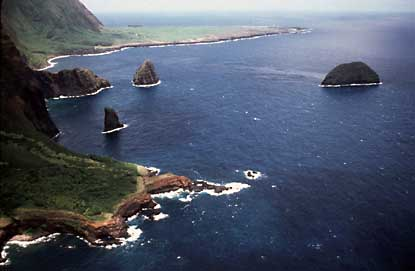
Kalaupapa-Halbinsel von Osten gesehen, mit den Felseninseln Huelo, Okala und Mōkapu
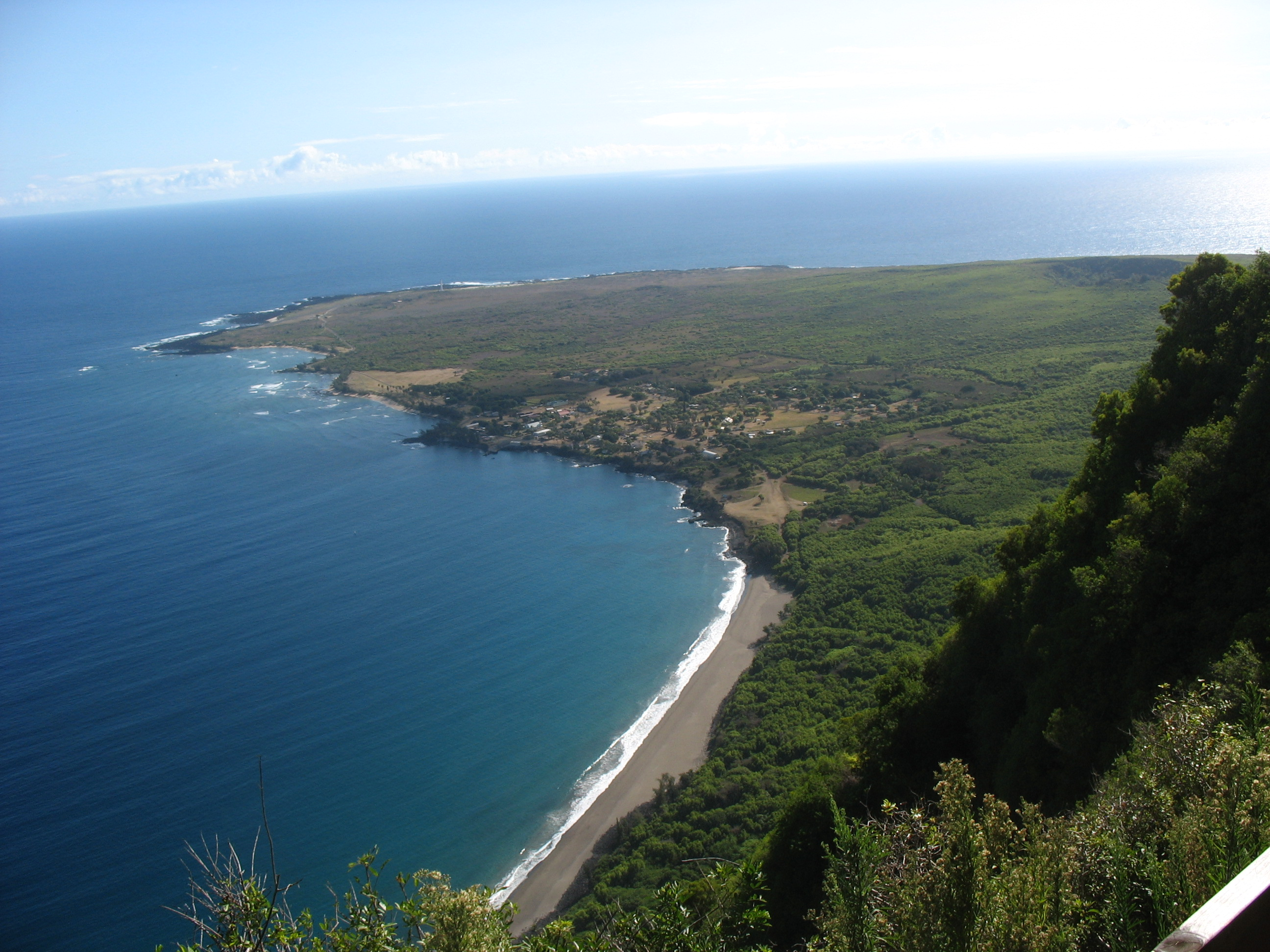
Schrägluftbild der Kalaupapa-Halbinsel